# Moșna, Sibiu
Moșna, alte denumiri: Meșindorf sau Mojna (în dialectul săsesc Meschn, Maešn, în germană Meschen, Moschen, în maghiară Muzsna, Szászmuzsna sau Muzsna) este satul de reședință al comunei cu același nume din județul Sibiu, Transilvania, România.

## Așezare
Localitatea Moșna este situată în partea de nord a județului Sibiu, pe cursul văii Moșna, în Podișul Hârtibaciului, pe drumul județean 141, Pelișor - Moșna - Mediaș.

## Scurt istoric
Săpăturile arheologice făcute de-a lungul timpului au adus dovezi materiale ale existenței unei locuiri pe teritoriul satului încă din neolitic și eneolitic astfel, în locul numit "La Râpă" s-a descoperit o așezare Preistoria în Româniapreistorică cu material aparținând culturii Petrești. În hotarul satului, la "Via lui Rampelt" s-au găsit materiale aparținând culturii Coțofeni, iar din alt loc provin seceri de bronz și fier medievale. Pe "Drumul Cetății" este semnalată o necropolă din a doua epocă a fierului, ce conține fragmente de vase, o ceașcă celtică și o sabie. 
În incinta fortificației medievale s-au găsit materiale ceramice cu urme de arsură din epoca fierului și ceramică din secolul al VI-lea.
În secolul al XIV-lea se construiește o bazilică gotică trinavată, cu Hramul "Sf. Maria".
În anul 1485 biserica se reconstruiește aproape în întregime, din vechea bazilică păstrându-se doar zidurile exterioare, interiorul fiind transformat în biserică sală.
În anul 1780, cu prilejul reparațiilor la salcristia bisericii luterane s-a găsit un tezaur monetar format din 380 de monede romane de agint, cea mai veche datată din perioada împăratului Nero iar cea mai recentă din perioada Severus Alexander.
În cel mai vechi document care se referă la localitățile săsești din zona Târnavelor, datat în anul 1283, apare menționat numele preotului din Moșna (Petrus). Moșna era o comună deosebit de prosperă și până în 1533 a fost în competiție cu Mediaș și cu Biertan pentru a deveni reședință de scaun, titlu obținut până la urmă de Mediaș.
Satul Moșna a aparținut începând cu anul 1876 de Comitatul Târnava Mare din Regatul Ungariei, apartenență ce se va încheia în anul 1920, odată cu semnarea Tratatului de la Trianon, tratat ce prevedea stabilirea frontierelor Ungariei cu vecinii săi.
Cele două biserici românești din Moșna au fost construite concomitent, una lângă alta, în anul 1841. Acest fapt l-a determinat pe protopopul Ștefan Moldovan de la Mediaș să scrie: „Înse la an[ul] 1841 – de o dată și uniții și neuniții s-au apucat și și-au redicat biserici noue de pie[a]tră una lângă alta, și mulți din iei cu mintea liniștită și mai senato[a]să le-au zis - că o parte din doue în loc de biserică se edifice una șco[a]lă, și se o provedia cu dascăl harnic, că și într-o biserică pot încape cu toți; înse cei interesați n-au lăsat neci unul se scadia dintru ale sale. Și așia acum stau doue biserici vecine, neci una gata cum se cade, și ambele mai totdeauna – afară de Pasci – goale de oameni, căci aceștia fără neci o învățietură se mulțămesc a înnota în prostie, și se bucură că-și pot mâna animalele până la pășune în zile de duminică și serbăto[a]re.”
În perioada interbelică localitatea a făcut parte din județul Târnava Mare. Din 1968 face parte din județul Sibiu.

## Economie
Agricultură
Cea mai importantă ramură din economia Moșnei este agricultura, o majoritate din locuitori satului practică o formă de agricultură. De multe ori, agricultură pe nivel de subzistență (grâu,cartofi,fructe și altele), datorită terenului arabil în jurul pârâului Moșnei.
Festivalul verzi din Moșna are loc toamna, în fiecare an și promovează firme agricole din sat.
Morăritul a fost o parte din economie, dar moara din Moșna sa închis acum decenii. 
Turism
Pe data de 4 noiembrie 1998, în prima sa vizită în România, Regele Charles al treilea a vizitat satul, pentru a observa cultura săsească și arhitectura veche. 
El a vizitat România de mai multe ori și a mers cu bicicleta prin rute alpiniste din Transilvania, promovând turismul în regiune și în sat.
Datorită fortificațiilor și a arhitecturi istorice ale satului, este o destinație turistică importantă din comună.
Ruta Via Transilvanica 23, traversează satul.

## Monumente
- Biserica ortodoxă română, construcție din 1841,
- Biserica română unită, construcție din 1841,
- Biserica evanghelică-luterană, construcție secolul al XV-lea

Biserica

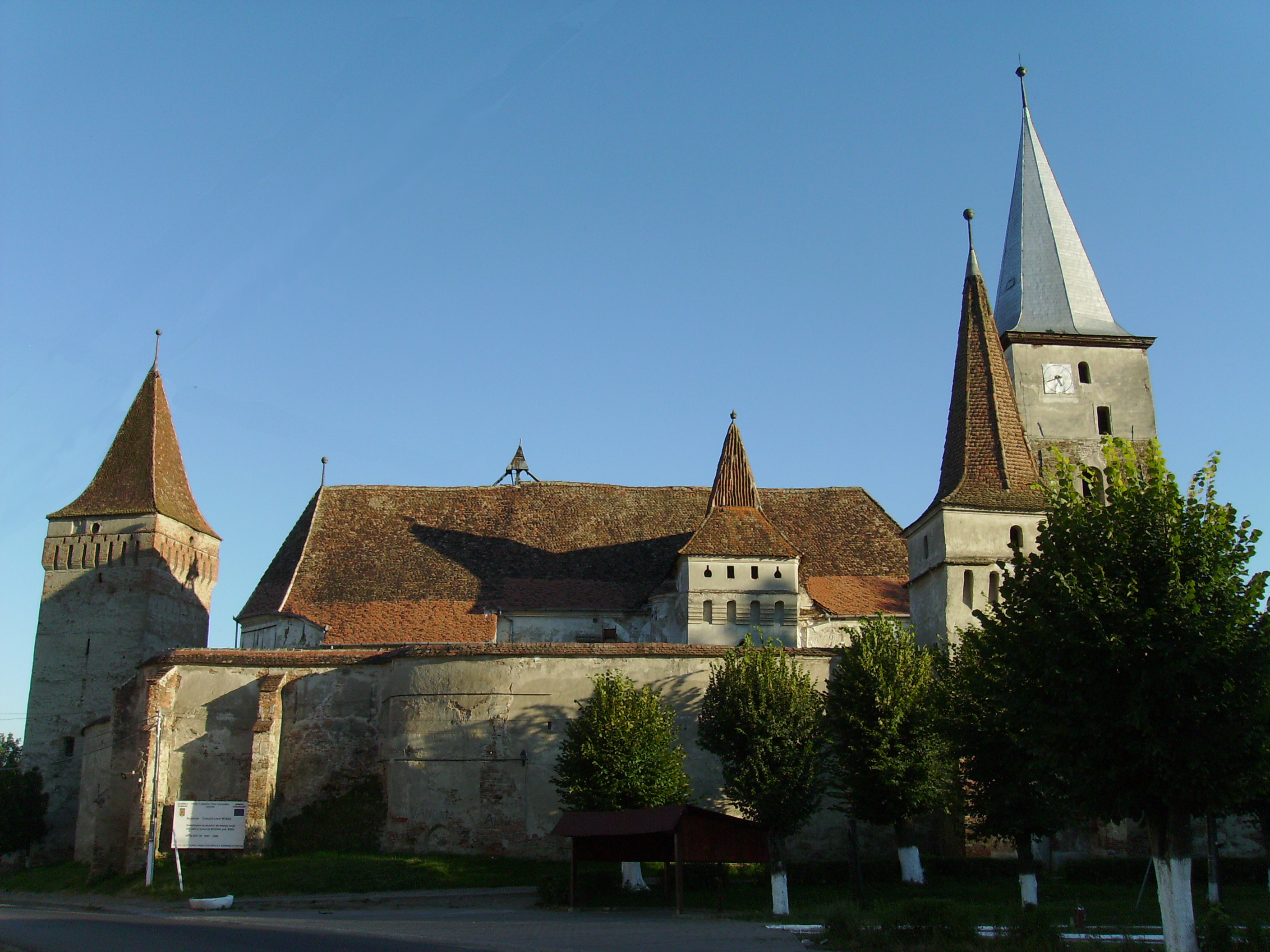
Biserica Evanghelică-Luterană, sec. al XV-lea

Biserica evanghelică fortificată, una dintre cele mai frumoase biserici gotice târzii, a fost construită între 1480-1486. De construcție s-a ocupat celebrul pietrar sibian Andreas Lapicida. Actualul lăcaș se ridică pe structura pereților exteriori ai bazilicii anterioare. Este o hală cu 3 nave, boltită cu nervuri în rețea. Are remarcabile ancadramente și un tabernacol monumental. Este înconjurată de o amplă fortificație țărănească și întărită cu turnuri, care înglobează și o veche capelă gotică, probabil din sec. XIV. Are un turn-clopotniță masiv, situat la circa 2 m vest de biserică, clopotul fiind turnat în anul 1515. Altarul poliptic, executat de Vincentius (1521), se află în prezent la Biserica Evanghelică-Luterană din Cincu.
Lucrări de renovare, transformare și adăugire au fost făcute în anii 1575, 1630, 1658, 1698, 1701,1718, 1763, 1791, 1824, 1878, 1919, 1998 și 2000. 
Fortificația
În 1520 au început și lucrările de construire a incintei fortificației. Zidurile aveau o înălțime de 9 metri și descriau un traseu dreptunghiular. Turnul de poartă se află la sud-est (inițial era la est).
Unul dintre turnurile fortificației a devenit instabil, primăria sa decis să plaseze un suport din lemn. Asta a prevenit pericole posibile care ar putea fi cauzate de instabilitatea turnului.

## Personalități
- Stephan Ludwig Roth (1796-1849), gânditor umanist, istoric, profesor și pastor luteran

## Localități înfrățite
- Ilsfeld, Germania
- Tremblay-en-France, Franța

## Galerie de imagini

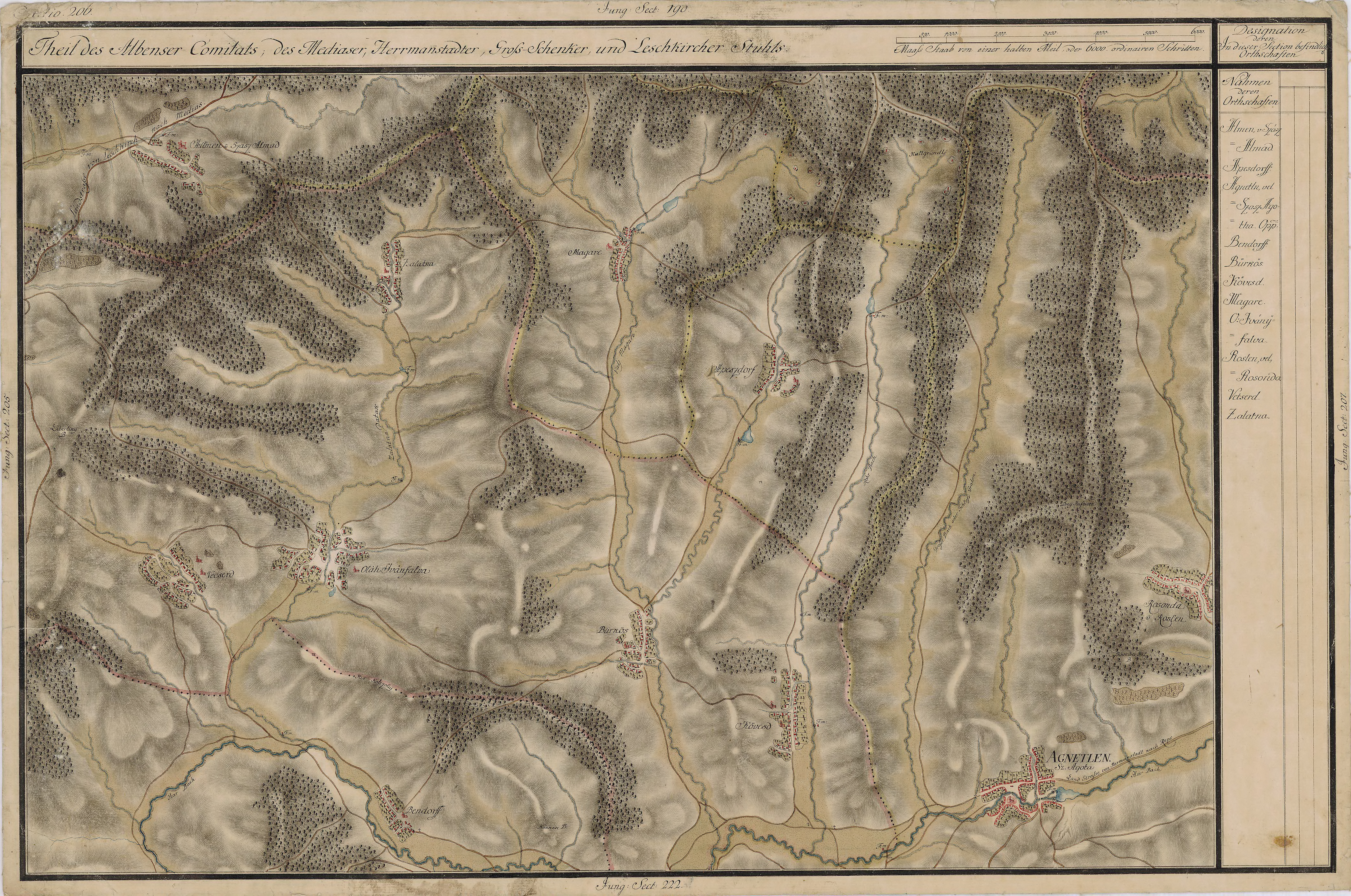
Moşna în Harta Iosefină a Transilvaniei, 1769-1773
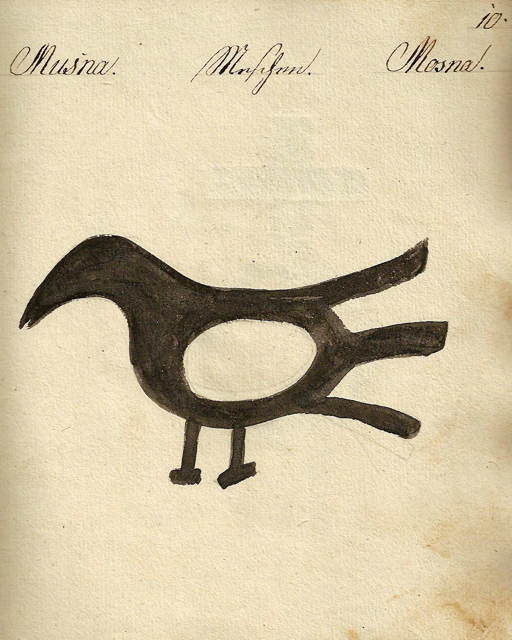
1826 - Danga pentru vitele din Moşna
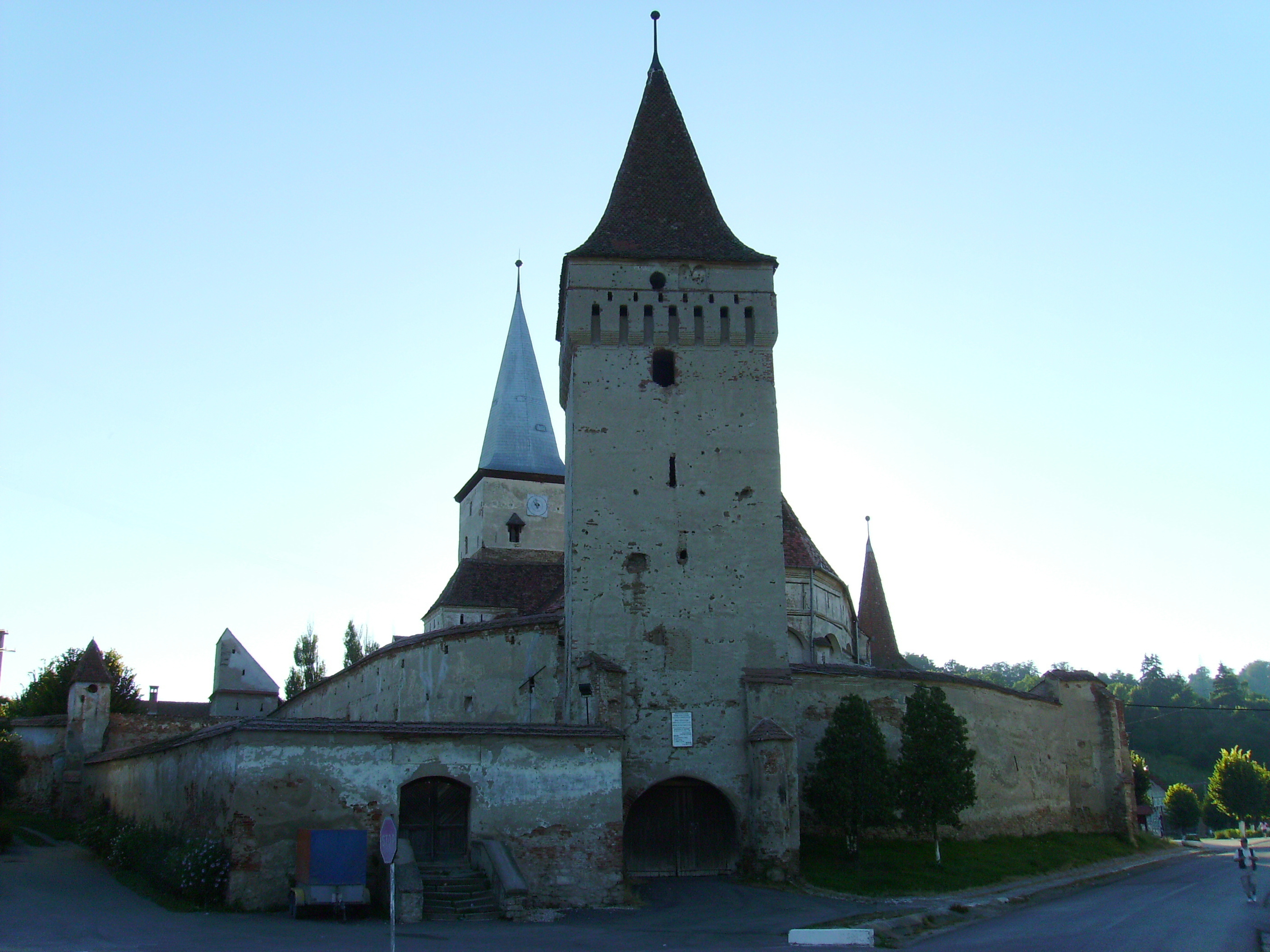
Biserica Evanghelică-Lutherană
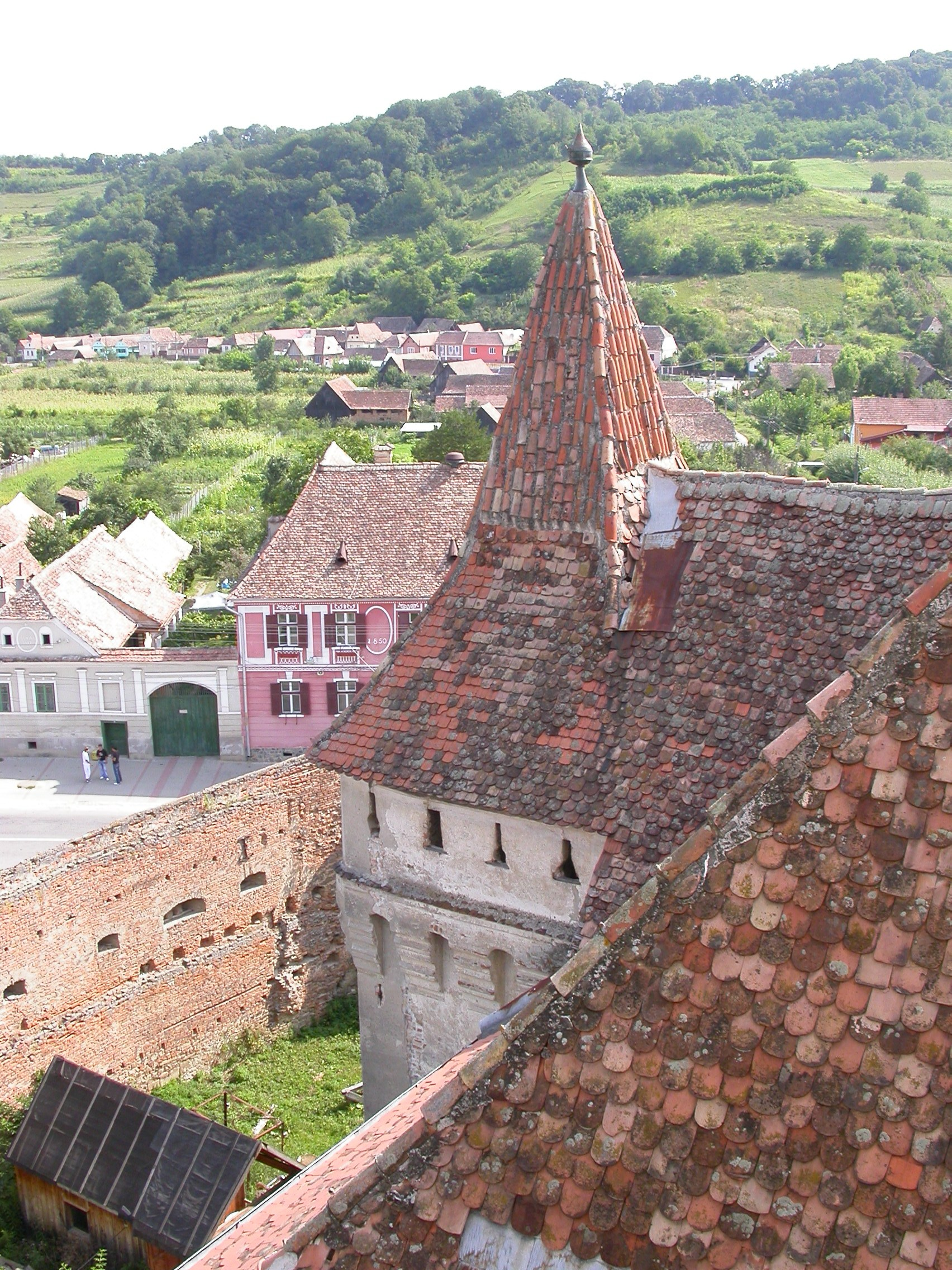
Fortificația Bisericii
- Biserica văzută de sus